# Wskaźnik Buffetta
Wskaźnik Buffetta lub Wilshire 5000 (ang. Buffett indicator) – wskaźnik giełdowy opracowany przez Warrena Buffetta jako relacja wartości rynkowej (kapitalizacji) amerykańskich spółek do nominalnego produktu krajowego brutto Stanów Zjednoczonych i stosowany do prognozowania bessy giełdowej wynikającej z przewartościowania spółek giełdowych.